# Richborough
Richborough – miejscowość w Anglii, w hrabstwie Kent, w dystrykcie Dover. Leży 17 km na wschód od miasta Canterbury i 104 km na wschód od centrum Londynu. Za czasów imperium rzymskiego leżało po południowej stronie kanału Wantsum. Uznane jako miejsce lądowania Rzymian podczas inwazji Brytanii w 43 n.e., później stało się portem z fortyfikacjami.

## Współpraca
Miejscowość partnerska:
- Oudenburg, Belgia